# Chefferie Supérieure Bamougoum
La chefferie supérieure Bamougoum est une chefferie traditionnelle située dans le département de la Mifi, région de l'Ouest Cameroun. Elle est le lieu de ralliement des peuples Bamougoum locaux et de la diaspora. Elle a à sa tête Sa Majesté « Fo » François Mitterrand Moumbe Fotso.

## Histoire
La chefferie supérieure Bamougoum, située dans la région de l'Ouest-Cameroun fait partie des chefferies traditionnelles bamilékés. Elle est issue d’un groupe de quatre frères qui, face à des conflits internes, se sont partagés le terrain de quatre groupements de l'ancien département de la Mifi et de la Menoua : Baméka, Bansoa, Bamendjou et Bamougoum.
L’histoire de la chefferie remonte au XVIIe siècle, et elle a connu plusieurs souverains, dont certains ont marqué la vie locale. Le trône est actuellement occupé par Moumbe Fotso François Mitterrand, intronisé en 2017. Le site du palais royal a déménagé plusieurs fois au fil du temps (5 fois), avant de se stabiliser à Hélah, lieu où il se trouve depuis plus d’un siècle.

## Économie
L’économie locale repose essentiellement sur l’agriculture, l’artisanat et le tourisme. Bamougoum est considéré comme l’un des centres de production des calebasses dans les Grassfields. On retrouve près d’une centaine de calebasses utilisées pour différents usages : culinaire, artistique ou initiatique. 
En 2022, la chefferie supérieure de Bamougoum a prêté des objets pour l’exposition " Sur la route des chefferies. Du Visible à l'Invisible", présentée au Musée du quai Branly-Jacques Chirac d’avril à juillet 2022.

## Souverains successifs
Depuis sa création, plusieurs chefs se sont succédé à la tête de la Chefferie Supérieure Bamougoum
| #  | Chef                             | Règne                   | Description |
| -- | -------------------------------- | ----------------------- | --- |
| 1  | Ndjouonveu                       |                         | 1er chef des Bamougoum dont le règne remonte au XVIIe siècle |
| 2  | Ngouveu (Ngoutso)                |                         | |
| 3  | Nougouveu                        |                         | |
| 4  | Donpièh                          |                         | |
| 5  | Nga'kam                          |                         | |
| 6  | Ngan'nouoh                       |                         | |
| 7  | Mboghè                           |                         | |
| 8  | Tsinkou                          |                         | |
| 9  | Fomekouon                        |                         | |
| 10 | Deu'tsimegne                     |                         | |
| 11 | Tayagèh                          |                         | |
| 12 | Kou'tse                          |                         | |
| 13 | Tsintsing                        |                         | |
| 14 | Ndzotsing                        |                         | |
| 15 | Takamtè                          |                         | |
| 16 | Kankeu                           |                         | |
| 17 | Tatsinkou David                  |                         | |
| 18 | Naoussi Jacob                    | (mort en 1957)          | |
| 19 | François Kankeu Naoussi          | (1957-1981)             | |
| 20 | Jacques Fotso Kankeu             | (depuis avril 1981)     | Il est le vice-président de l’association des chefs traditionnels de l’Ouest-Cameroun. |
| 21 | Moumbe Fotso François Mitterrand | de puis le 12 aout 2017 | Né en 1973, Moumbe Fotso François Mitterrand est diplômé de l'ESSEC de université de Douala, titulaire d'un Master 2 en management des Ressources humaines après une licence et une Maîtrise en droit de l'université de Dschang. Il a occupé plusieurs postes de responsabilité au sein de l'entreprise Congelcam. Du poste de directeur d'agence jusqu'à celui de gestionnaire des commandes, en passant par des responsabilités à la direction des ressources humaines. |